# Saint-Jean-de-Blaignac
Saint-Jean-de-Blaignac – miejscowość i gmina we Francji, w regionie Nowa Akwitania, w departamencie Żyronda.
Według danych na rok 1990 gminę zamieszkiwało 405 osób, a gęstość zaludnienia wynosiła 73 osób/km² (wśród 2290 gmin Akwitanii Saint-Jean-de-Blaignac plasuje się na 787. miejscu pod względem liczby ludności, natomiast pod względem powierzchni na miejscu 1392.).